# کاترین خاوری
کاترین خاوری (به انگلیسی: Kathreen Khavari) بازیگر و تهیه‌کننده ایرانی-آمریکایی است. او که کارش را با بازی در تئاتر آغاز کرده‌است، تا کنون در چندین سریال تلویزیونی آمریکایی ایفای نقش کرده‌است. او همچنین ایفای نقش به عنوان بازیگر اصلی سریال اینترنتی «فرح مشهور» را در کارنامه خود دارد.

## فیلمشناسی
| سال       | نام فیلم                        | نقش                       | یادداشت          |
| --------- | ------------------------------- | ------------------------- | ---------------- |
| ۲۰۱۷      | I Promised Her Life             | Sevan                     | کوتاه            |
| ۲۰۱۶–۲۰۱۷ | Avengers Assemble               | Ms. Marvel / Kamala Khan  | برنامه تلویزیونی |
| ۲۰۱۶–۲۰۱۷ | Insecure                        | Patricia                  | برنامه تلویزیونی |
| ۲۰۱۷      | Be Cool, Scooby-Doo!            | Zara                      | برنامه تلویزیونی |
| ۲۰۱۷      | Ginger Snaps                    | Cheerleader #1            | برنامه تلویزیونی |
| ۲۰۱۷      | دروغ‌های کوچک بزرگ               | Samantha                  | برنامه تلویزیونی |
| ۲۰۱۶      | Mascots                         | Las Palmas Inn Desk Clerk |                  |
| ۲۰۱۶      | اینجا هرگز هیچ چیز رخ نداده است |                           | کوتاه            |
| ۲۰۱۶      | Reign of Terror                 | Multiple                  | کوتاه            |
| ۲۰۱۵      | Stitchers                       | Tami Zollo                | برنامه تلویزیونی |
| ۲۰۱۴      | Brain of Terror                 | Multiple                  | کوتاه            |
| ۲۰۱۳–۲۰۱۴ | Famous Farrah                   | Farrah Satrapi            | برنامه تلویزیونی |
| ۲۰۱۲      | Losing Her                      | Kalli                     |                  |
| ۲۰۱۱      | Blue Bloods                     | Ayla Demir                | برنامه تلویزیونی |
| ۲۰۱۱      | Love Bites                      | Young Lawyer              | برنامه تلویزیونی |
| ۲۰۱۱      | They Didn't See Me              | Amina                     | کوتاه            |
| ۲۰۱۰      | The Iranian Dream               | Saghire                   | کوتاه            |
| ۲۰۱۰      | Love on the Line                | Hannah                    |                  |
| ۲۰۰۸      | Fiona's Script                  | Paloma                    |                  |